# Ernesto Alciati
Ernesto Alciati (Asti, 3 dicembre 1902 – Asti, 27 settembre 1984) è stato un maratoneta italiano.

## Biografia
Nato nel 1902 ad Asti, a 21 anni partecipò ai Giochi olimpici di Parigi 1924, nella maratona, non riuscendo ad arrivare al traguardo.
Chiuse la carriera nel 1925, a 23 anni.
Morì nel 1984, a 81 anni.

## Palmarès
| Anno | Manifestazione  | Sede   | Evento   | Risultato | Prestazione | Note |
| ---- | --------------- | ------ | -------- | --------- | ----------- | ---- |
| 1924 | Giochi olimpici | Parigi | Maratona | dnf       | dnf         |      |